# گوسفندهای آبی
گوسفندهای آبی (نام علمی: Pseudois) سردهای از زیرخانواده بزسانان هستند. این سرده دربرگیرنده دو گونه به نام‌های گوسفند آبی هیمالیا و گوسفند آبی کوتوله می‌باشد.